# أحمد شاه مسعود
أحمد شاه مسعود (2 يناير 1953م - 9 سبتمبر 2001م) سياسي وقائد أفغاني من أصول طاجيكية. كان قائد حرب عصابات قوي خلال المقاومة ضد الاحتلال السوفيتي بين 1979 و 1989. في التسعينيات، قاد الجناح العسكري للحكومة ضد الميليشيات المنافسة. بعد استيلاء طالبان على السلطة، كان قائد المعارضة الرئيسي ضد نظامهم حتى اغتياله في عام 2001. بدأ عضواً في «الجمعية الإسلامية» التي أسسها عبد الرحيم نيازي في عام 1969م وضمت برهان الدين رباني وقلب الدين حكمتيار ومن ثم بقي في تنظيم الجمعية الإسلامية مع رباني وأسس فيما بعد تنظيم «مجلس شورى الولايات التسع» شوراي نزار أو مجلس شورى النظار والذي يضم أيضاً عبد الله عبد الله، محمد قسيم فهيم ويونس قانوني، بعد ذلك أسس تحالف الشمال والذي يضم ائتلافاً من قوى متنافرة، وضم عبد الرشيد دوستم، إسماعيل خان، وعبد رب الرسول سياف. يمثل التيار الإسلامي المعتدل البراغماتي.

## النشأة

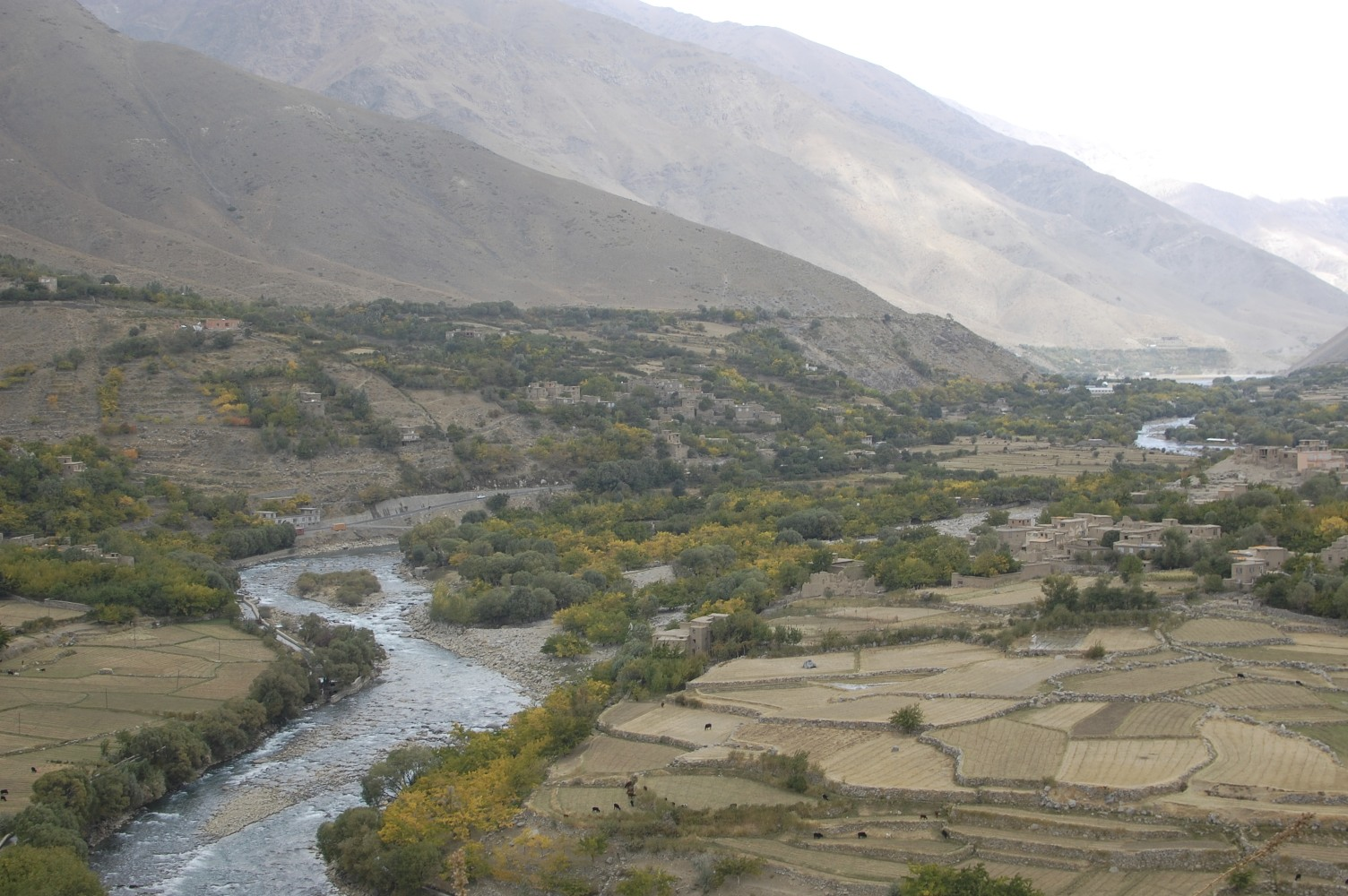
وادي بنجشير، حيث ولد مسعود وعمل

ولد أحمد شاه مسعود في بازارك بوادي بنجشير (تدار اليوم كجزء من ولاية بنجشير) بنجشير عام 1953م أو 1954م.(1) كان اسمه عند ولادته «أحمد شاه». اتخذ اسم «مسعود» اسمًا حركيًا عندما انخرط في حركة المقاومة عام 1974. كان أبوه دوست محمد خان عقيداً في الجيش الأفغاني وعمه عبد الرزاق خان ضابطاً في الاستخبارات. انتقلت عائلته من موطنه الأصلي بنجشيرلفترة وجيزة إلى هرات ثم إلى كابول، حيث قضى مسعود معظم طفولته. كانت الشيوعية تنتشر في أفغانستان في الستينات، لكنها لم تلاق صدى حقيقياً عند غالبية الشعب رغم تعدد الأحزاب الشيوعية، فمنها ما كان يتبنى الماركسية ومنها ما كان يتبنى الماوية، لكن الأحزاب الماركسية انتصرت في النهاية وحققت ضربة كبرى بالانقلاب على الملكية ونفي الملك ظاهر شاه من أفغانستان على يد ابن عمه السردار محمد داود خان لتدخل أفغانستان بعدها في دوامة من الانقلابات وانعدام الاستقرار السياسي، حتى دخل ببرك كارمل كابول على متن دبابة سوفيتية فانفجرت المقاومة في أفغانستان.
درس مسعود في ثانوية الاستقلال ‏ التي تدرس على النظام الفرنسي وأتقن اللغة الفرنسية. ثم أصبح طالب هندسة في جامعة كابول. خلال شبابه، قرأ مسعود أعمال الثوري الصيني ماو تسي تونج والأرجنتيني تشي جيفارا. قال إنه تعلم من ماو، لكنه وجد تفكير جيفارا بسيطًا جدًا. في عام 1973، وصل رئيس الوزراء السابق محمد داود خان إلى السلطة في انقلاب مدعوم من الحزب الديمقراطي الشعبي الأفغاني، وتأسست جمهورية أفغانستان. أدت هذه التطورات إلى ظهور حركة إسلامية معارضة لتزايد النفوذ الشيوعي والسوفييتي على أفغانستان. خلال ذلك الوقت، أثناء دراسته في جامعة كابول، انخرط مسعود مع الشباب المسلم ‏ (بالفارسية: سازمان جوانان مسلمان)، الفرع الطلابي في الجمعية الإسلامية، الذي كان رئيسها حينها الأستاذ برهان الدين رباني. كانت جامعة كابول مركزًا للنقاش السياسي والنشاط خلال تلك الفترة. بعدها صار أحد قادة المقاومة ضد الاحتلال السوفيتي، ولعب دوراً كبيراً في إخراج السوفييت من أفغانستان. وتحصن في وادي بنجشير ما أكسبه لقب «أسد بنجشير». كان مسعود يتكلم الدرية وهي لغته الأم وكذلك الفرنسية والبشتوية. متزوج من «بنت حارسه الشخصي الملقب بالعم تاج الدين محمدي» وله خمس بنات وولد واحد. يشار إليه أحياناً بألقاب مثل أسد بنجشير، وفاتح كابول، وأمير صاحب.
كان أحمد شاه مسعود مشهوراً بشجاعته وحسن خلقه حتى اعترف به بعض من أعدائه. حارب السوفيت خلال عدوانهم على أفغانستان. تمكن من عقد معاهدة لوقف إطلاق النار لمدة سنة في وادي بجشير. استغل مسعود من هذه التهدئة وتوجه إلى محافظات أخرى نحو ولاية بدخشان وتخار وبغلان وفتح جبهات جديدة أخرى ضد السوفييت بعدما كان جبهة واحدة في بنجشير قام بتشكيل كتبية باسم القوات المركزية وانضم في هذه الكتيبة بعض من المجاهدين العرب منهم القائد عبد الله أنس الجزائري صهر عبد الله عزام والمقيم حالياً بلندن. يذكر أن عبد الله عزام ألّف بعض من الكُتيّبات في وصف أحمد شاه مسعود.
في أوائل التسعينات من القرن العشرين. أصبح وزيراً للدفاع ثم نائباً للرئيس تحت رئاسة برهان الدين رباني. وبعد انهيار حكومة رباني واستيلاء طالبان على الحكم في كابل، أصبح مسعود القائد العسكري لتحالف الشمال - وهو ائتلاف من أطراف أفغانية عدة اشتركت في الحرب الأهلية الطويلة - ولما سيطرت طالبان على معظم المناطق الأفغانية، اضطرت قوات مسعود للتقهقر وبشكل متزايد داخل المناطق الجبلية في الشمال. حيث سيطروا على حوالي 10% من مساحة البلاد وربما 30% من السكان.

## اغتياله

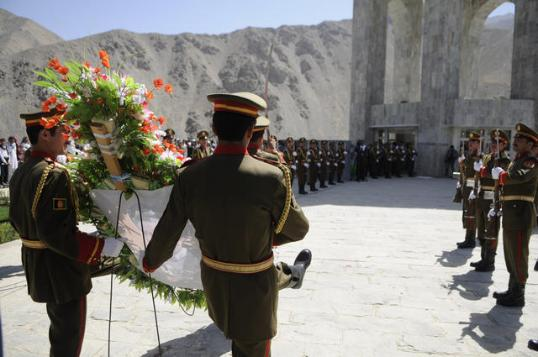
الجيش الوطني الأفغاني يكرم مقاومة مسعود عند قبره والنصب التذكاري في سبتمبر 2010

المقالة الرئيسة: اغتيال أحمد شاه مسعود
كان مسعود، الذي كان يبلغ من العمر 48 عامًا، هدفًا لمؤامرة اغتيال في خواجة بهاء الدين، في ولاية تخار شمال شرق أفغانستان في 9 سبتمبر 2001. وتناوبت أسماء المهاجمين على دحمان عبد الستار، زوج مليكة العرود ‏، وبراوي الواعر. أو كريم التوزاني البالغ من العمر 34 عامًا وقاسم البقالي 26 عامًا.
وزعم المهاجمون أنهم بلجيكيون أصلهم من المغرب. وبحسب صحيفة لوموند، فقد مروا عبر بلدية مولينبيك. وتبين أن جوازات سفرهم مسروقة وحُددت جنسيتهم فيما بعد على أنها تونسية. كانوا ينتظرون ما يقرب من ثلاثة أسابيع (قاموا خلالها أيضًا بإجراء مقابلة مع برهان الدين رباني وعبد الرسول سياف) للحصول على فرصة مقابلة، في 8 سبتمبر 2001، يتذكر أحد مساعدي مسعود أن المهاجمين الانتحاريين المحتملين «كانوا قلقين للغاية» وهددوا بالمغادرة إذا لم تتم المقابلة خلال الـ 24 ساعة التالية (حتى 10 سبتمبر 2001). ومُنحوا مقابلة أخيرًا. أثناء المقابلة، قاموا بتفجير قنبلة مكونة من متفجرات مخبأة في الكاميرا وفي حزام بطارية. توفي مسعود في طائرة هليكوبتر كانت تقله إلى مستشفى ميداني عسكري هندي ‏ في فرخار في طاجيكستان المجاورة. كما قتل الانفجار محمد عاصم سهيل مسؤول الجبهة المتحدة، فيما أصيب محمد فهيم داشتي ومسعود خليلي. ‏ وقتل التفجير أحد الانتحاريين، وهو بوراوي، فيما قُبض على دحمان عبد الستار وأُطلق النار عليه أثناء محاولته الهرب.

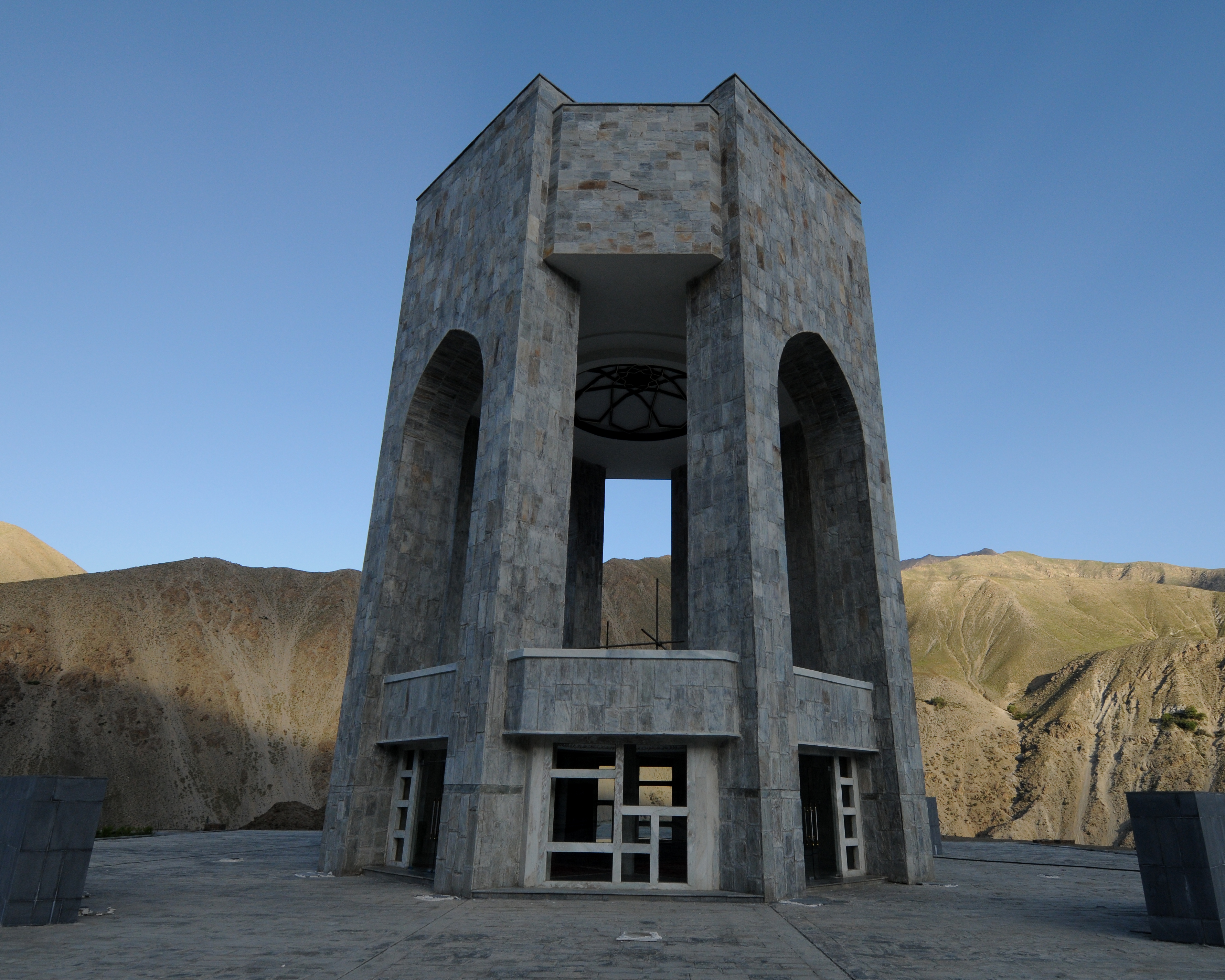
قبر مسعود في بنجشير، 2011.

على الرغم من النفي الأولي من قبل الجبهة المتحدة، أُبلغ عن أنباء وفاة مسعود على الفور تقريبًا، وظهرت على بي بي سي، وفي الصحف الأوروبية وأمريكا الشمالية في 10 سبتمبر 2001. في 16 سبتمبر، أعلنت الجبهة المتحدة رسمياً وفاة مسعود متأثراً بجروحه في الهجوم الانتحاري. دُفن مسعود في قريته بازارك بوادي بنجشير. وعلى الرغم من أن الجنازة كانت في منطقة ريفية نائية، فقد حضرها مئات الآلاف من الأشخاص. (شاهد الفيديو على يوتيوب).
نجا مسعود من محاولات اغتيال على مدار 26 عامًا، بما في ذلك محاولات قام بها تنظيم القاعدة وطالبان والمخابرات الباكستانية وقبلهم الكي جي بي السوفيتي والشيوعي الأفغاني خد وحكمتيار. نفذ حكمتيار واثنين من عملاء المخابرات الباكستانية أول محاولة لاغتيال مسعود عام 1975 عندما كان مسعود يبلغ من العمر 22 عامًا. في أوائل عام 2001، ألقت قوات مسعود القبض على قتلة محتملين للقاعدة أثناء محاولتهم دخول أراضيه.
يُعد اغتيال مسعود ذا صلة قوية بهجمات 11 سبتمبر عام 2001 على الأراضي الأمريكية، والتي أسفرت عن مقتل ما يقرب من 3000 شخص. يبدو أنه كان الهجوم الإرهابي الكبير الذي حذر منه مسعود في خطابه أمام البرلمان الأوروبي قبل عدة أشهر.
ويعتقد المحللون أن أسامة بن لادن أمر باغتيال مسعود لمساعدة طالبان التي تحميه وضمان تعاونهم في أفغانستان. بعد الاغتيال، قام بن لادن بتسليم مبعوث أرملة دحمان عبد الستار شريط كاسيت له يتحدث عن حبه لزوجته وقراره بتفجير نفسه، بالإضافة إلى 500 دولار في مظروف لتسوية ديون. كما ذُكرت المخابرات الباكستانية الداخلية (ISI) وعبد رب الرسول سياف، وهو إسلامي أفغاني، كمنظمين محتملين أو متعاونين مع قتلة مسعود. ويقال إن القتلة دخلوا أراضي الجبهة المتحدة (التحالف الشمالي) تحت رعاية عبد الرسول سياف وتلقوا مساعدته في تجاوز«الإجراءات الأمنية العادية».
في أبريل 2003، شكلت إدارة كرزاي ‏ لجنة للتحقيق في اغتيال مسعود. في عام 2003، تمكن المحققون الفرنسيون [و[مكتب التحقيقات الفيدرالي]] من تتبع مصدر الكاميرا المستخدمة في الاغتيال، والتي سُرقت في فرنسا قبل ذلك بوقت.
وفي عام 2005م أدانت محكمة فرنسية في باريس أربعة أشخاص بتهمة «توفير الدعم اللوجستي لقتلة أحمد شاه مسعود» حيث حكمت على المتطرفين الإسلاميين الأربعة بالسجن لفترات تتراوح بين عامين وسبعة أعوام. وكان الأربعة قد تم اعتقالهم من قبل الشرطة الفرنسية بعد ربط أوراق عثرت مع قتلة مسعود وخلية متطرفة في بروكسل يرأسها طارق معروفي الذي حكم عليه بالسجن 6 سنوات في عام 2003م.

## البطل القومي لأفغانستان

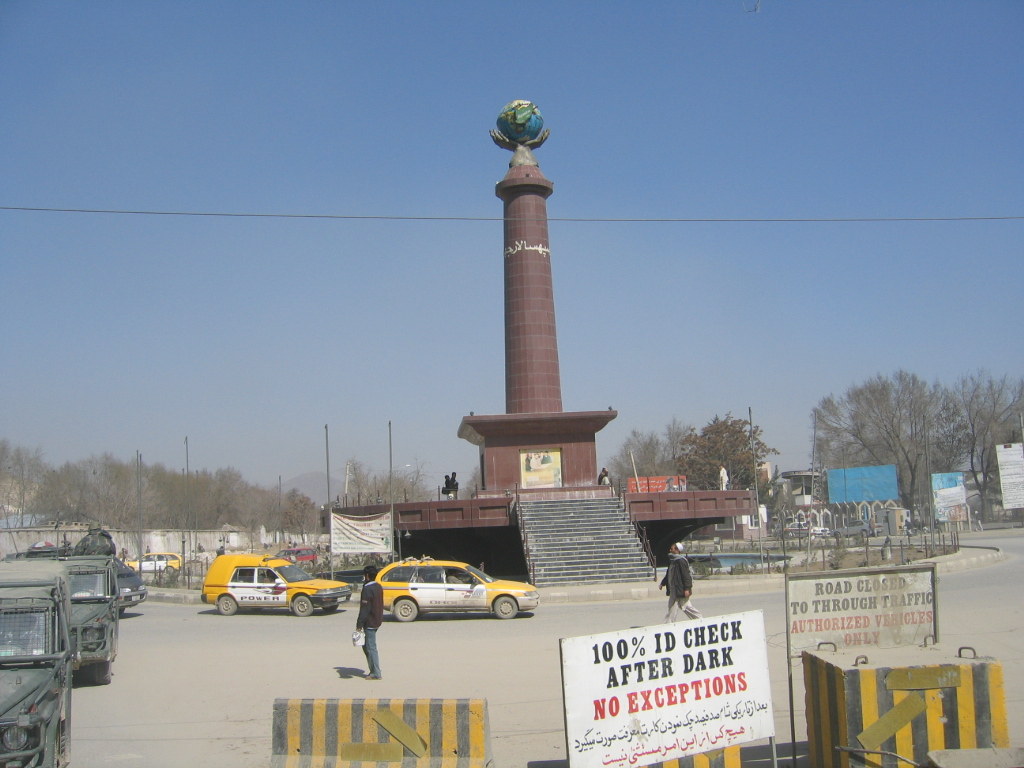
دوار مسعود في كابول، 2006

كان مسعود الزعيم الأفغاني الوحيد الذي لم يغادر أفغانستان أبدًا في القتال ضد الاتحاد السوفيتي ولاحقًا في القتال ضد إمارة طالبان. في المناطق الواقعة تحت سيطرته المباشرة، مثل بنجشير، وبعض أجزاء من باروان وتخار، أسس مسعود مؤسسات ديمقراطية. أحد اللاجئين الذي حشر أسرته المكونة من 27 شخصًا في سيارة جيب قديمة للفرار من طالبان إلى منطقة مسعود وصف أراضي مسعود في عام 1997 بأنها «آخر ركن متسامح في أفغانستان».

في عام 2001، منحت الحكومة الأفغانية المؤقتة برئاسة حامد كرزاي مسعود رسميًا لقب «بطل الأمة الأفغانية». قال أحد المحللين في عام 2004:
رجل واحد يحمل لكمة سياسية أكبر من جميع المرشحين الرئاسيين الأفغان الـ 18 مجتمعين. وإن مات بالفعل لمدة ثلاث سنوات. . . . منذ وفاته في 9 سبتمبر 2001 على يد اثنين من المتطرفين الإسلاميين المرتبطين بالقاعدة، تحول مسعود من مجاهد إلى بطل قومي - إن لم يكن قديسًا. صُور مسعود، المجاهدين الأفغان الذين حاربوا السوفييت، وأمراء الحرب الآخرين، وطالبان لأكثر من 20 عامًا، يفوق عددًا إلى حد كبير صور أي أفغاني آخر بما في ذلك كرزاي.

في 2010، في بنجشير موطن مسعود،
يمكن القول إنه المكان الأكثر سلامًا في البلد بأكمله. يوجد هنا فريق إعادة إعمار عسكري أمريكي صغير، لكن لا توجد أي مؤشرات على احتلال أجنبي موجود في أماكن أخرى. حتى الجنود الأفغان قليلون ومتباعدون. بدلاً من ذلك، يحب الناس التباهي بكيفية الحفاظ على أمنهم.
- تأسست مؤسسة مسعود عام 2003، لتقديم المساعدات الإنسانية للأفغان، لا سيما في مجالات الرعاية الصحية والتعليم. كما تدير برامج في مجالات الثقافة والبناء والزراعة والرفاهية.
- كان اسم طريق رئيسي في كابول طريق مسعود العظيم.
- نصب تذكاري لمسعود نُصب خارج السفارة الأمريكية.
- سمي شارع في نيودلهي بالهند على اسم أحمد شاه مسعود. إنها المرة الأولى التي يُمنح مثل هذا الشرف لقائد من ذلك البلد كجزء من العلاقات الوثيقة بين أفغانستان والهند.
- كانت مسعود ماغبول بندقية 7.62×51 ملم ناتو أنتجها ماغبول  [لغات أخرى]‏ والتي سميت باسمه.

قال صديقه عبد الله عبد الله إن مسعود كان مختلفًا عن قادة حرب العصابات الآخرين.«إنه بطل قاد نضالاً واضحاً من أجل قيم الشعب».

## الهوامش
- 1: فقًا لكاتب سيرته الذاتية مايكل باري، لم يُسجل تاريخ ميلاده بالضبط.[30]

### فهرس المراجع
1. ↑  Giustozzi 2009 و Grad 2009
2. ↑  "PAKISTAN'S SUPPORT OF THE TALIBAN". Human Rights Watch. 2000. مؤرشف من الأصل في 2017-10-12.
3. ↑  The forgotten hero of AfghanistanArtefact Magazine نسخة محفوظة 9 سبتمبر 2017 على موقع واي باك مشين.
4. ↑  Blood-stained Hands: Past Atrocities in Kabul and Afghanistan's Legacy of ... 9 سبتمبر 2001. اطلع عليه بتاريخ 2014-8-13.
5. ↑  Bearak، Barry (9 نوفمبر 1999). "Afghan 'Lion' Fights Taliban With Rifle and Fax Machine". The New York Times. مؤرشف من الأصل في 2021-04-11.
6. 1 2  Barry 2002، صفحة 57.
7. 1 2 3  Grad 2009, p. 310
8. ↑  Gutman 2013, p. 34
9. ↑  Akbarzadeh  & Yasmeen 2005, p. 81–82
10. ↑  "Khwājah Bahā ud Dīn". www.geonames.org. مؤرشف من الأصل في 2021-08-21. اطلع عليه بتاريخ 2021-8-19.
11. ↑  "Taliban Foe Hurt and Aide Killed by Bomb". The New York Times. Afghanistan. 10 سبتمبر 2001. مؤرشف من الأصل في 2021-08-12. اطلع عليه بتاريخ 2014-07-17.
12. ↑  John F. Burns (9 سبتمبر 2002). "THREATS AND RESPONSES: ASSASSINATION; Afghans, Too, Mark a Day of Disaster: A Hero Was Lost". The New York Times. Afghanistan. مؤرشف من الأصل في 2021-08-11. اطلع عليه بتاريخ 2014-07-17.
13. ↑  Pinto, Maria do Ceu.
14. ↑  Stroobants, Jean-Pierre.
15. ↑  Rajat Pandit (18 أبريل 2013). "India airlifts military hospital to Tajikistan to strengthen geo-strategic footprint in Central Asia". The Times of India. مؤرشف من الأصل في 2021-08-18.
16. ↑  Bearak، Barry (17 سبتمبر 2001). "Rebel Chief Who Fought The Taliban Is Buried". The New York Times. Pakistan; Afghanistan. مؤرشف من الأصل في 2021-08-17. اطلع عليه بتاريخ 2014-07-17.
17. ↑  Roy Gutman (2008). How We Missed the Story: Osama Bin Laden, the Taliban and the Hijacking of Afghanistan (ط. 1st ed., 2008). Endowment of the United States Institute of Peace, Washington DC. ص. 34. مؤرشف من الأصل في 2022-04-07.
18. ↑  Steve Coll (2005). Ghost Wars: The Secret History of the CIA, Afghanistan, and Bin Laden, from the Soviet Invasion to September 10, 2001 (ط. February 23, 2004). Penguin Press HC. ص. 720.
19. ↑  Paul Cruickshank Special to CNN. "Suicide bomber's widow soldiers on – Aug 15, 2006". CNN.com. مؤرشف من الأصل في 2021-04-23. اطلع عليه بتاريخ 2014-08-13. {{استشهاد ويب}}: |الأخير= باسم عام (مساعدة)
20. 1 2  Anderson, Jon Lee (10يونيو 2002). "The assassins", The New Yorker, Vol.78, Iss. 15; p. 72. نسخة محفوظة 23 أغسطس 2021 على موقع واي باك مشين.
21. ↑  "Aftereffects: Briefly Noted; Afghan Panel To Investigate Massoud'S Death". The New York Times. New York City; Washington (Dc); Afghanistan. 29 أبريل 2003. مؤرشف من الأصل في 2021-03-08. اطلع عليه بتاريخ 2014-07-17.
22. ↑  "TV camera rigged to kill Afghan rebel Masood stolen in France: police". مؤرشف من الأصل في 2013-05-16. اطلع عليه بتاريخ 2014-09-15.
23. ↑  إدانة قتلة أحمد شاه مسعود - بي بي سي العربية - تاريخ النشر 17 مايو-2005- تاريخ الوصول 29 ديسمبر-2008 نسخة محفوظة 27 سبتمبر 2017 على موقع واي باك مشين.
24. ↑  "He would have found Bin Laden". CNN. 27 مايو 2009. مؤرشف من الأصل في 2021-02-24.
25. ↑  "Massoud's Last Stand". Journeyman Pictures/ABC Australia. 1997. مؤرشف من الأصل في 2021-08-12.
26. ↑  "He would have found Bin Laden". CNN. 27 مايو 2009. مؤرشف من الأصل في 2021-2-24. {{استشهاد بخبر}}: |archive-date= / |archive-url= timestamp mismatch (مساعدة)
27. 1 2  "Playing the Massoud card". Eurasianet.org. 2004. مؤرشف من الأصل في 2011-06-11. اطلع عليه بتاريخ 2010-08-24.
28. ↑  "Reconciliation plans worry Afghans in the north". ذا ناشيونال. 2010. مؤرشف من الأصل في 2021-02-27.
29. ↑  Azimy، Qais. "Remembering the 'Lion of Panjshir'". www.aljazeera.com. مؤرشف من الأصل في 2021-02-03.
30. ↑  Barry 2002، صفحة 56.

### المعلومات الكاملة للمراجع
- Barry, Michael (2002). Massoud : de l'islamisme à la liberté (بالفرنسية). باريس: L. Audibert. p. 56. ISBN:2-84749-002-7. OCLC:301686763. Archived from the original on 2021-08-23.{{استشهاد بكتاب}}:  صيانة الاستشهاد: التاريخ والسنة (link)
- Giustozzi, Antonio (2009). Empires of mud : war and warlords of Afghanistan (بالإنجليزية). London: Hurst & Co. ISBN:978-1-85065-932-7. OCLC:476294322. Archived from the original on 2022-05-24.
- Grad, Marcela (2009). Massoud : an intimate portrait of the legendary Afghan leader (بالإنجليزية). St. Louis, MO: Webster University Press. ISBN:978-0-9821615-0-0. OCLC:298776151. Archived from the original on 2022-01-20.
- Gutman, Roy (2013). How we missed the story : Osama bin Laden, the Taliban, and the hijacking of Afghanistan (بالإنجليزية) (Second edition ed.). Washington, DC. ISBN:978-1-60127-146-4. OCLC:827198459. Archived from the original on 2022-12-28. {{استشهاد بكتاب}}: |طبعة= يحوي نصًّا زائدًا (help)صيانة الاستشهاد: مكان بدون ناشر (link)
- Akbarzadeh, Shahram; Yasmeen, Samina (2005). Islam And the West: Reflections from Australia (بالإنجليزية) (2005 ed.). Sydney: University of New South Wales Press. ISBN:0-86840-679-1. OCLC:61261580. Archived from the original on 2022-07-08.

## وصلات خارجية
- أحمد شاه مسعود على موقع IMDb (الإنجليزية)
- أحمد شاه مسعود على موقع الموسوعة البريطانية (الإنجليزية)
- أحمد شاه مسعود على موقع مونزينجر (الألمانية)
- أحمد شاه مسعود على موقع قاعدة بيانات الفيلم (الإنجليزية)
- الموقع الرسمي لأحمد شاه مسعود (بالفارسية)
- بنياد احمدشاه مسعود